# هرير (صوت)
الهَرِير هو صوت منخفض وحلقي تصدره الحيوانات باعتباره إنذارًا عدوانيًا، ولكنه قد يُستخدم أيضًا في سياقات أخرى مثل السلوكيات المرحة أو التزاوج. تَهِرّ الحيوانات المختلفة في سياقات محددة باعتباره شكلًا من أشكال التواصل. في البشر، قد يصدرون أصوات همهمة منخفضة أو خافتة عند عدم رضاهم عن شيء ما أو غضبهم، مع أن هذا الصوت البشري يُطلق عليه غالبًا اسم "الأنين" و"الخفخفة".
تشمل الحيوانات التي تَهِرّ السنوريات والدببة والكلبيات والتمساحيات. أما الحيوانات الأكثر شهرةً بالهرير فهي الكلبيات والدببة والسنوريات.